# ایمنشتدت (نوردفرایسلند)
ایمنشتدت (به آلمانی: Immenstedt) یک شهر در آلمان است که در نوردفرایسلند واقع شده‌است. ایمنشتدت ۶۵۸ نفر جمعیت دارد.